# Aegomorphus geminus
Aegomorphus geminus es una especie de escarabajo longicornio del género Aegomorphus,  subfamilia Lamiinae. Fue descrita científicamente por Galileo & Martins en 2012.
Se distribuye por Brasil y Panamá. Mide 12,3-12,7 milímetros de longitud.